# Bohuslav Svoboda
Bohuslav Svoboda (Praga, 8 de febrero de 1944) es un político y ginecólogo checo. Alcalde de Praga entre 2010 y 2013, volvió a ser elegido para el mismo cargo en 2023.

## Biografía
Bohuslav Svoboda nació el 8 de febrero de 1944 en Praga. Estudió medicina en la Universidad Carolina. Antes de su segundo mandato como alcalde, se desempeñó como jefe de las clínicas de ginecología en el Hospital Universitario Charles y en el Hospital Militar Central de Praga.
En las elecciones municipales de Praga de 2022, Svoboda fue el líder de la coalición SPOLU, partido que ganó las elecciones. La formación de una coalición con el Partido Pirata y la coalición STAN llevó cinco meses de negociaciones. El 16 de febrero de 2023, Svoboda fue elegido nuevamente alcalde de Praga.
Svoboda es miembro del Partido Democrático Cívico.
En marzo de 2024, el Partido Verde le denunció por asistir a una reunión del comité de salud parlamentario a pesar de sufrir tos ferina.